# Огилви-Грант, Джеймс, 9-й граф Сифилд
Подполковник Джеймс Огилви-Грант, 9-й граф Сифилд (англ. James Ogilvie-Grant, 9th Earl of Seafield; 27 декабря 1817 — 5 июня 1888) — шотландский пэр и консервативный политик. Он был известен как Достопочтенный Джеймс Огилви-Грант с 1840 по 1884 год.
Титулы: 9-й граф Сифилд (с 31 марта 1884 года), 9-й лорд Огилви из Каллена (с 31 марта 1884), 9-й виконт Сифилд (с 31 марта 1884 года), 1-й барон Страспей из Страспея в графстве Инвернессшир и Морейшир (с 17 июня 1884), 13-й баронет Колкухун из Ласса (с 31 марта 1884), 9-й лорд Огилви из Дескфорда и Каллена (с 31 марта 1884) и 9-й виконт Рейдхейвен (с 31 марта 1884 года).

## Биография
Родился 27 декабря 1817 года. Четвертый сын Фрэнсиса Огилви-Гранта, 6-го графа Сифилда (1778—1853), и его первой жены Мэри Энн Данн (1795—1840), дочери Джона Чарльза Данна. Он получил образование в школе Харроу в Лондоне.
Он достиг чина подполковника в британской армии. На парламентских выборах 1868 года он был избран в Палату общин Великобритании от Элгиншира и Нэрншира в качестве депутата консервативной партии . На парламентских выборах 1874 года Джеймс Огилви-Грант потерпел поражение и лишился места в нижней палате парламента .
31 марта 1884 года после смерти своего бездетного племянника Иэна Огилви-Гранта, 8-го графа Сифилда (1851—1884), Джеймс Огилви-Грант унаследовал титулы 9-го графа Сифилда и остальные дополнительные титулы в системе Пэрства Шотландии.
17 июня 1884 года для него был создан титул 1-го барона Страспея из Страспея в графствах Инвернесс и Морей в системе Пэрства Соединённого королевства, что давало ему и его потомкам автоматическое место в Палате лордов Великобритании.
Лорд Сифилд скончался 5 июня 1888 года в возрасте 70 лет. Он был похоронен в мавзолее Старой приходской церкви и кладбища Дутила, недалеко от деревни Дутил, графство Инвернесс. Ему наследовал его старший сын, Фрэнсис Уильям Огилви-Грант.

## Личная жизнь
Лорд Сифилд был трижды женат. 6 апреля 1841 года она женился первым браком на Кэролайн Луизе Эванс (? — 6 февраля 1850), дочери Эйра Эванса из Энн Маунселл из Килмаллока, графство Лимерик. Дети от первого брака:
- Фрэнсис Огилви-Грант, 10-й граф Сифилд (9 марта 1847 — 3 декабря 1888), старший сын и преемник отца.

13 апреля 1853 года он женился вторым браком на Констанс Хелене Аберкромби (21 апреля 1829 — 13 февраля 1872), дочери сэра Роберта Аберкромби, 5-го баронета (1784—1855), и Элизабет Стефенсон Дуглас (1795—1863).
- Достопочтенный Роберт Аберкромби Огилви-Грант (4 сентября 1855 — 11 апреля 1925)

15 декабря 1875 года он женился в третий раз на Джорджине Аделаиде Форестье Уокер (? — 7 сентября 1903), дочери генерала Фредерика Натаниэля Уокера и Аннабель Кейн. Третий брак был бездетным.